# 후장 총포

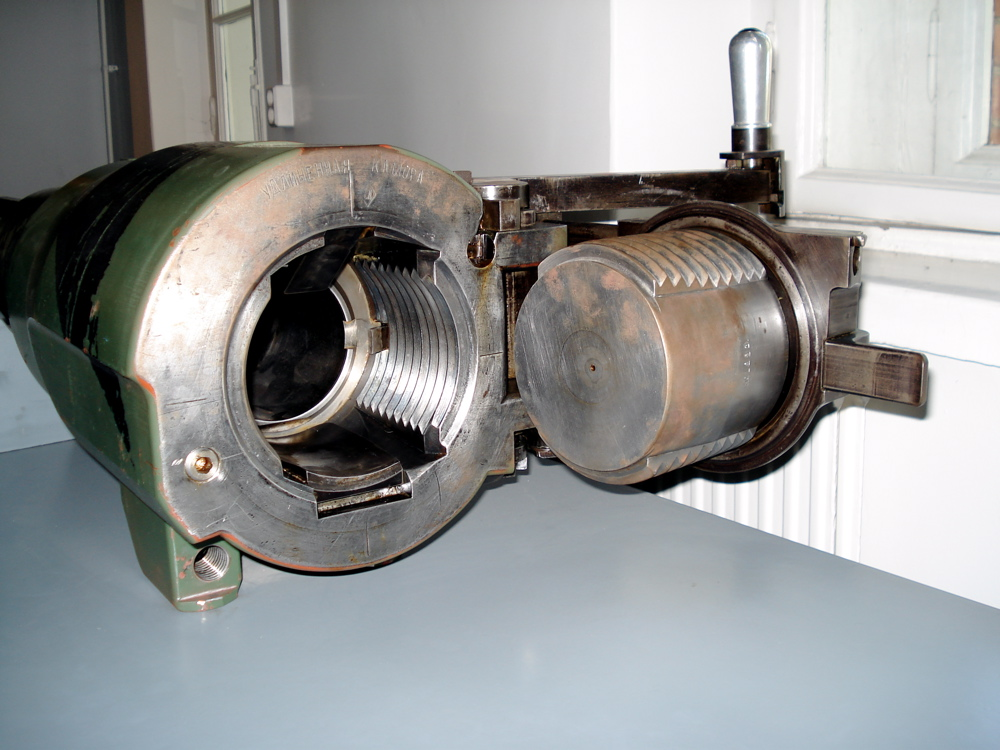
러시아 M1910 곡사포의 약실.

대형 함포의 장전 주기를 보여주는 애니메이션.

후장총포(後裝銃砲, breech-loader)는 탄환 또는 포탄이 총포신의 뒤쪽 부분을 통해 장전 내지 삽입되는 화기로, 그 장전 방식을 후장식(後裝式, breech-loading)이라 한다. 박격포를 제외한 현대의 모든 양산형 화기들은 후장식을 사용한다.

## 같이 보기
- 강선머스킷
- 노리쇠
- 전장 총포